# Mortes da família Jamison
A família Jamison de Eufaula, Oklahoma, Estados Unidos, que consistia em Bobby Jamison, sua esposa Sherilynn, e filha Madyson, desapareceu misteriosamente em 8 de outubro de 2009, enquanto o seu cão milagrosamente sobreviveu. A família estava considerando a compra de um terreno de quarenta hectares perto de Red Oak, cerca de 48 km de Eufala, no momento de seu desaparecimento. Os seus supostos restos mortais foram encontrados em novembro de 2013, e foram positivamente identificados por um legista de Oklahoma em 3 de julho de 2014. Não houve identificação da causa das mortes e as circunstâncias em torno de seu desaparecimento permanecem sem resposta.

## Desaparecimento
Em 8 de outubro de 2009, Bobby Dale Jamison de 44 anos de idade, sua esposa Sherilynn Leighann Jamison de 40 anos, e a filha do casal, Madyson Stormy Star Jamison, de 6 anos de idade foram vistos com vida pela última vez no sudeste de Oklahoma por um homem que vivia nas montanhas, mas a testemunha afirmou que viu apenas a família e ninguém mais na área durante aquele período de tempo. A família estava naquela área para visitar um terreno de 40 hectares próximo da cidade de Red Oak no condado de Latimer, cerca de 48 km de sua residência na cidade de Eufaula, que eles planejavam comprar para viver em um contêiner de armazenamento que eles mantinham em seu quintal.
Em 16 de outubro, oito dias após o desaparecimento, caçadores em uma localidade remota da floresta encontraram a caminhonete da família abandonada e trancada cerca de 402 metros de distância da última localização conhecida do grupo. Os corpos não foram encontrados, mas Maisie, o cachorro da família, foi encontrado desnutrido, mas ainda vivo no interior da caminhonete. Investigadores também encontraram documentos de identidade, a carteira e o celular de Bobby, a bolsa de Sherilynn, jaquetas, um aparelho de GPS e uma quantia de $32,000 de dólares em uma bolsa debaixo do banco do motorista, embora os Jamisons não fossem conhecidos por andar com grandes quantidades de dinheiro. O celular do marido tinha uma foto de Madyson que se acredita que foi tirada no dia anterior ao desaparecimento. A caminhonete não apresentava nenhum sinal de briga ou arrombamento e o ex-xerife do condado de Latimer, Israel Beauchamp, disse que acreditava que eles foram forçados a parar e sair do carro para encontrar alguém que eles já conheciam previamente, seja por vontade própria ou por força, com a investigação inicial indicando que eles provavelmente não haviam desaparecido por vontade própria.
O GPS na caminhonete indicava que a família estava em uma colina próxima antes de desaparecer e investigadores seguiram as coordenadas para encontrar pegadas no local. Um dia depois do achado, em 17 de outubro, mais de 300 pessoas, incluindo autoridades e voluntários, formaram um grande grupo de busca aérea e terrestre, mas nada mais foi encontrado e a busca pelos Jamisons foi cancelada.
Quatro anos depois, em 16 de novembro de 2013, caçadores que estavam buscando locais para a caça de veados na floresta encontraram os restos mortais parciais de três corpos, sendo de dois adultos e uma criança, a menos de cinco quilômetros de onde a caminhonete da família havia sido abandonada. As investigações oficiais identificaram que os dentes adultos, ossos do braço e da perna de um adulto e fragmentos de ossos pertenciam aos membros da família, além de também encontrarem sapatos e pedaços de roupa. O médico legista do estado de Oklahoma, Dr. Joshua Lanter, relatou que a causa e a forma de morte eram desconhecidas, alegando que não havia evidência de trauma, embora a hipótese não pudesse ser totalmente descarta devido aos restos mortais estarem incompletos. Também haviam evidências de danos póstumos causados por animais. O relatório final do Dr. Lanter afirmou que as mortes ocorreram em circunstâncias suspeitas.
Outros objetos alvos da investigação policial foram uma maleta e uma pistola calibre 22 registrada no nome de Sherilynn Jamison, ambos nunca foram encontrados.
No momento de seu desaparecimento, Bobby e Sherilynn estavam desempregados devido a suas deficiências e estavam recebendo cheques de invalidez para se manterem. Bobby estava invalido devido a um acidente de carro, embora a mãe de Sherilynn, Connie Kokotan, afirmou que não sabia de nenhum acordo monetário por causa do acidente de carro que pudesse explicar a quantia de $32,000 que foi encontrada. Nenhum dos depoentes sabia explicar de onde havia vindo o dinheiro.
Imagens do sistema de vigilância da residência da família, marcada com a data do dia em que eles deixaram sua casa pela última vez, mostravam o casal fazendo várias viagens silenciosas entre o carro e a casa, enquanto guardavam as malas para partir. Eles estavam se movendo de uma forma que o ex-xerife Beauchamp descreveu como se eles estivessem em transe, parando algumas vezes e encarando o nada antes de voltarem a andar sem interagir um com o outro.
Israel Beauchamp alegou que em uma investigação normal é possível eliminar certos cenários, mas isso não foi possível nesse caso pois com a família Jamison, tudo parece possível.

## Teorias
Algumas hipóteses sobre o motivo e a forma do desaparecimento foram levantadas ao longo dos anos, mas as investigações nunca chegaram à conclusão sobre o que realmente aconteceu. A primeira teoria é a de que a família simplesmente se perdeu na floresta e morreu de hipotermia. Nos dias seguintes ao seu desaparecimento, a área onde os Jamisons foram vistos pela última vez experimentou fortes chuvas, embora não fortes o suficiente para causar as suas mortes. Os relatórios meteorológicos da Farmer’s Almanac indicaram que a temperatura mais fria alcançada durante aquele período foi 4ºC e os restos mortais foram encontrados a cinco quilômetros de distância da caminhonete, o que dificultaria a hipótese de que eles se perderam e foram expostos a uma intensa perda de calor.
A segunda teoria é que a morte dos Jamisons foi um caso de assassinato seguido de suicídio. As investigações revelaram uma carta de 11 páginas escrita de Sherilynn para Bobby onde ela acusa o marido de ser um eremita, os papéis foram encontrados na caminhonete abandonada. Outra carta que mencionava morte também foi encontrada na casa da família. De acordo com o ex-xerife Beauchamp, eles eram uma família obcecada pela morte. No entanto, a mãe de Sherilynn afirmou repetidamente que o casal eram bons pais e que ela acreditava que alguém havia assassinado eles pois a única morta de Bobby e Sherilynn deixar algo de ruim acontecer com Madyson, é se algo tivesse acontecido com eles primeiro.
A terceira teoria é a de que os Jamisons foram assassinados pelo pai de Bobby Jamison, Bob Dean Jamison de 67 anos de idade na época. No início de 2009, aproximadamente seis meses antes do desaparecimento da família, Bobby entrou com uma ordem de proteção judicial contra seu pai. Alegadamente, Bob ameaçou matar Bobby e sua família em duas ocasiões distintas em novembro de 2008 e abril de 2009, embora Bobby não tenha detalhado na petição como o seu pai fez as ameaças. Ele descreveu que seu pai havia o atropelado com seu veículo em 1º de novembro de 2008. Bobby também descreveu que Bob era um homem muito perigoso que pensava que está acima da lei, se envolvendo com prostitutas, gangues e metanfetamina. Além disso, Bobby afirmou em sua petição que toda a sua família estava temendo por suas vidas e que ele estava com medo o tempo todo.
Testemunhos foram dados no caso e um juiz indeferiu a ordem de proteção em 18 de maio de 2009. Bobby também estava processando o seu pai na época do desaparecimento da família. A essência do processo era que Bobby às vezes trabalhava de graça no posto de gasolina de seu pai, onde metade das vendas havia sido prometida ao filho, mas nunca foi paga. No entanto, Bobby e Sherilynn foram descritos como golpistas pelo ex-xerife Beauchamp, uma vez que eles já haviam processado três outras pessoas em 2005 após um acidente de carro. Além disso, Jack Jamison, irmão de Bob Dean e tio de Bobby, alegou que Bob estava perturbado na época e que tinha certeza que ele não seria capaz de se envolver no desaparecimento. Bob Dean morreu em dezembro de 2009.
A quarta teoria é a de que os Jamisons foram assassinados por uma seita. A mãe de Sherilynn, Connie Kokotan, acredita que a família foi morta por uma seita religiosa no sudeste de Oklahoma que tinha o nome de sua filha em uma lista de alvos. Depois que o Investigação Discovery exibiu um especial sobre a família no programa Disappeared, a amiga íntima de Sherilynn, Niki Shenold, recebeu um telefonema anônimo de uma mulher que disse já ter participado de um grupo de supremacia branca que mantinha um livro contendo uma lista de pessoas que haviam causado problemas para eles, e que se ela conseguia se lembrar de algum nome que viu na lista, ela os procurava na internet apenas para descobrir que muitos deles haviam desaparecido, incluindo Sherilynn e Bobby Jamison.
Um artigo de 1993 no jornal Oklahoman afirmou que algumas seitas surgiram em torno do leste de Oklahoma, embora James Webb, um marechal dos EUA, tenha acrescentado que não houve nenhuma atividade desses grupos em alguns anos.
Também foi sugerido que os Jamisons praticavam bruxaria. Um livro de bruxas foi supostamente encontrado na casa da família, no entanto, Niki Shenold afirmou que Sherilynn comprou o livro como uma piada. O padre deles em Eufala, Gary Brandon, afirmou que Bobby confessou que estava lendo um livro satânico. Além disso, pichações misteriosas foram encontradas no contêiner de armazenamento em que eles planejavam viver depois que se mudassem para Red Oak, uma das frases dizia “três gatos mortos até hoje por pessoas nesta área. As bruxas não gostam que seu gato preto seja morto.”
A mãe de Sherilynn também relatou comportamentos estranhos de sua filha, dizendo que ela se tornou muito ilógica, e que uma vez elas dirigiram para Oklahoma City, mas depois Sherilynn mandou a mãe sair do carro e a deixou na rua. Embora a maior prova do comportamento estranho ainda seja a fita de segurança onde o casal parece estar em transe. Os Jamisons também alegaram ter dois a quatro fantasmas em sua casa, e o padre Gary Brandon disse aos investigadores que Bobby ligou para ele para perguntar sobre balas especiais para matar fantasmas.
A quinta e última teoria é a de que o comportamento do casal pode ser explicado por um suposto uso de drogas. Haviam rumores de que Bobby e Sherilynn estavam envolvidos com entorpecentes e que o desaparecimento está relacionado a um tráfico de drogas que deu errado. Conforme relatado pelo Oklahoman em maio de 2010, a mãe de Sherilynn, que não acreditava que drogas estivessem envolvidas, disse que o casal estava passando por problemas financeiros, uma alegação que lançou ainda mais dúvida sobre os $32,000 que foram encontrados na caminhonete.
A polícia inicialmente suspeitou de drogas após ver o estranho conteúdo das filmagens da fita de segurança, mas o ex-xerife Beauchamp disse que não haviam evidências o suficiente que apoiassem a teoria de que os Jamisons usavam ou traficavam drogas, com muitos apontando que os Jamisons não levariam sua filha de 6 anos de idade se algum evento relacionado a drogas estivesse ocorrendo. No entanto, ele disse que não poderia descartar completamente a possibilidade de drogas estarem envolvidas de alguma forma no desaparecimento.

## Na mídia
O desaparecimento da família Jamison foi perfilado na série  Disappeared de Investigação Discovery no final de 2010, em um episódio intitulado "Paraíso Perdido".
Em março de 2018, a família Jamison  foi discutido em um episódio do BuzzFeed Unsolved, intitulado "O Perturbador Mistério do Família Jamison".